# Crazy (canção de Gnarls Barkley)
"Crazy" é o primeiro single de Gnarls Barkley, uma colaboração musical entre Danger Mouse e Cee-Lo, e é retirado do seu álbum de estreia, St. Elsewhere. A canção tornou-se num êxito do top dez da Europa, América do Norte e Oceânia, alcançando o número um no Reino Unido, Irlanda, Dinamarca, Canadá, Nova Zelândia, entre outros.
Foi o primeiro single de sempre a ficar na primeira posição do Top de Singles do Reino Unido, baseado somente em downloads digitais, logo que foi lançado online, dado que foi lançado em lojas de música digital online uma semana antes de ser lançado como CD Single. Representou também o primeiro single a permanecer nove semanas consecutivas no Top de Singles do Reino Unido desde 1994 e o que esteve mais tempo em número um no Top Oficial de Downloads do Reino Unido, permanecendo nessa posição durante onze semanas consecutivas.

## Paradas musicais
| Parada (2006)                         | Melhor posição position |
| ------------------------------------- | ----------------------- |
| Australian ARIA Singles Chart         | 2                       |
| Ö3 Austria Top 40                     | 1                       |
| Belgian Singles Chart                 | 3                       |
| Hot Canadian Digital Singles          | 1                       |
| Dutch Singles Chart                   | 3                       |
| Eurochart Hot 100 Singles             | 1                       |
| French Singles Chart                  | 3                       |
| German Singles Chart                  | 3                       |
| Hungarian Singles Chart               | 1                       |
| Irish Singles Chart                   | 1                       |
| Italian FIMI Singles Chart            | 2                       |
| Norwegian Top 20 Single Charts        | 2                       |
| New Zealand RIANZ Singles Chart       | 1                       |
| Swedish Singles Chart                 | 4                       |
| Swiss Singles Chart                   | 1                       |
| UK Singles Chart                      | 1                       |
| U.S. Billboard Hot 100                | 2                       |
| U.S. Billboard Hot Modern Rock Tracks | 7                       |
| U.S. Billboard Hot R&B/Hip-Hop Songs  | 53                      |
| U.S. Billboard Pop 100                | 6                       |